# Эсси
Эсси — упразднённое село в Цумадинском районе Дагестана Российской Федерации. Входило в состав сельского поселения Шавинский сельсовет. Упразднено в 2005 году.

## Географическое положение
Располагалось на территории Бабаюртовского района, на левом берегу канала Малый Кисек, в 1,5 к юго-востоку от села Аркаскент.

## История
Образовано как кутан колхозов Цумадинского района на землях отгонного животноводства. Как населённый пункт, зафиксировано в 1989 г. С 2002 года постоянное население отсутствовало

## Население
| 1989 | 2002 |
| ---- | ---- |
| 37   | ↘0   |